# Ритчи, Деннис
Де́ннис Макалистэйр Ри́тчи (Dennis MacAlistair Ritchie; 9 сентября 1941, Бронксвилл, штат Нью-Йорк, США — предположительно 8—12 октября 2011, Беркли-Хайтс, США) — американский программист, информатик и компьютерный специалист, известен по участию в создании языков программирования BCPL, B, C, расширения ALTRAN для языка программирования FORTRAN, участию в разработке операционных систем Multics и Unix.

## Биография
Ритчи родился в Бронксвилле (штат Нью-Йорк). Его отцом был Алистер Ритчи, ветеран компании Bell Labs.
Ритчи окончил Гарвард со степенью бакалавра по физике и прикладной математике. В 1967 году начал работать в Bell Labs.

### C и Unix
Ритчи наиболее известен как создатель языка программирования C и ключевой разработчик операционной системы Unix, а также как соавтор книги «Язык программирования C», обычно сокращаемой как «K/R» или «K&R» (авторы Керниган и Ритчи).
В 1976 году  Стив Джонсон (Steve Johnson) и Деннис Ритчи (с помощью Кена Томпсона) установили операционную систему Unix на компьютер Interdata 8/32, продемонстрировав возможность распространения операционной системы Unix. Версия Unix исследовательской группы Bell Labs , в которой работал Ритчи,  послужила основой для коммерческой операционной системы Unix System V и для операционной системы Unix BSD Калифорнийского университета в Беркли. 

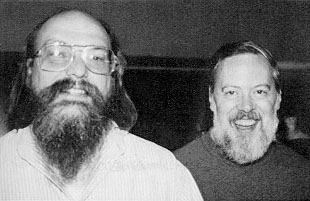
Кен Томпсон (слева) и Деннис Ритчи (справа)

Изобретение Ритчи языка C и его роль в разработке Unix вместе с Кеном Томпсоном сделали его пионером современной вычислительной техники. Язык C по сей день широко используется для написания приложений и операционных систем, и его влияние наблюдается во многих современных языках программирования. Unix также оказал сильное влияние, основав идеи и принципы, которые сейчас являются прочно устоявшимися в вычислительной технике. Популярные операционные системы GNU/Linux и Mac OS X, а также их инструменты являются потомками работ Ритчи, и ОС Microsoft Windows также включает инструменты для совместимости с Unix и компилятор C для разработчиков.
Следуя успехам Unix, Ритчи продолжал до самой смерти исследования в области операционных систем и языков программирования со вкладом в ОС Plan 9 и Inferno и язык программирования Limbo.

### Смерть и память
12 октября 2011 года Ритчи был найден мёртвым у себя дома в Нью-Джерси, где проживал в одиночестве. Первые новости о смерти сообщил его бывший коллега Роб Пайк: «Деннис Ритчи скончался в эти выходные у себя дома». Причина и точное время смерти остались неизвестными. Незадолго до этого он лечил рак простаты, также у него было больное сердце. Ритчи умер спустя неделю после смерти Стива Джобса, но, в отличие от Джобса, смерть Ритчи была мало освещена в СМИ. Компьютерный историк Пол Э. Черуцци сказал после его смерти:

«Ритчи всегда был за кулисами, его имя не было известно обывателям, но, если заглянуть в компьютер с микроскопом, следы его работы встречаются повсюду»Оригинальный текст (англ.)«Ritchie was under the radar. His name was not a household name at all, but… if you had a microscope and could look in a computer, you’d see his work everywhere inside»
После смерти Ритчи его постоянный коллега Брайан Керниган рассказал, что Ритчи никогда не ожидал, что C когда-нибудь станет важным, и напомнил, что C и Unix сыграли большую роль в разработке таких современных устройств, как iPhone.
Выпущенный через месяц после смерти Денниса Ритчи дистрибутив Linux Fedora 16 был посвящён памяти о нём. Выпуск FreeBSD 9.0 был также посвящён Деннису Ритчи.

## Награды
- В 1982 году Ритчи и Кен Томпсон совместно получили Премию Эмануэля Пиора
- В 1983 году Ритчи и Кен Томпсон совместно получили Премию Тьюринга за их разработку общей теории операционных систем и в частности за создание Unix
- В 1989 году Ритчи и Кен Томпсон совместно получили C&C Prize
- В 1990 году совместно с Кеном Томпсоном был награждён медалью Ричарда Хэмминга «за создание операционной системы Unix и языка программирования C»[11]
- 27 апреля 1999 года Ритчи и Кен Томпсон вместе получили Национальную медаль США за достижения в области технологий и инноваций 1998 года от президента Билла Клинтона за изобретение операционной системы UNIX и языка программирования C, которые привели к огромным продвижениям в компьютерных аппаратных, программных и сетевых системах и стимулировали рост промышленности в целом, закрепив таким образом лидерство Америки в информационном веке[12][13]
- Премия Гарольда Пендера (2003) совместно с Кеном Томпсоном
- Премия Японии (2011)